# 山形鉄道
山形鉄道株式会社（やまがたてつどう）は、山形県南部（置賜地方）で鉄道路線「フラワー長井線」を経営している第三セクターの鉄道会社。日本国有鉄道（国鉄）改革に伴い特定地方交通線に選定された長井線の経営を引き受けて存続させるため、山形県や沿線地方自治体等が出資して設立された。本社は山形県長井市に所在する。

## 歴史
- 1988年（昭和63年）
  - 4月20日 - 山形鉄道株式会社創立（4月26日設立登記）。
  - 10月25日 - 東日本旅客鉄道（JR東日本）長井線を転換し、フラワー長井線開業[7]。
- 2009年（平成21年）4月1日 - 公募していた社長に野村浩志が就任[8][9]。2015年退任[10]。
- 2016年（平成28年）
  - 11月14日 - 同年10月5日に山形鉄道・沿線市町の連名で提出された地域公共交通活性化再生法に基づく鉄道事業再構築実施計画が国から認定[11][12][13]。
  - 12月下旬 - 鉄道事業の運営と施設・用地保有を切り離す「上下分離方式」を導入[12][13]。

## 路線
- フラワー長井線 赤湯駅 - 荒砥駅（30.5km 16駅・第一種鉄道事業）

## 車両

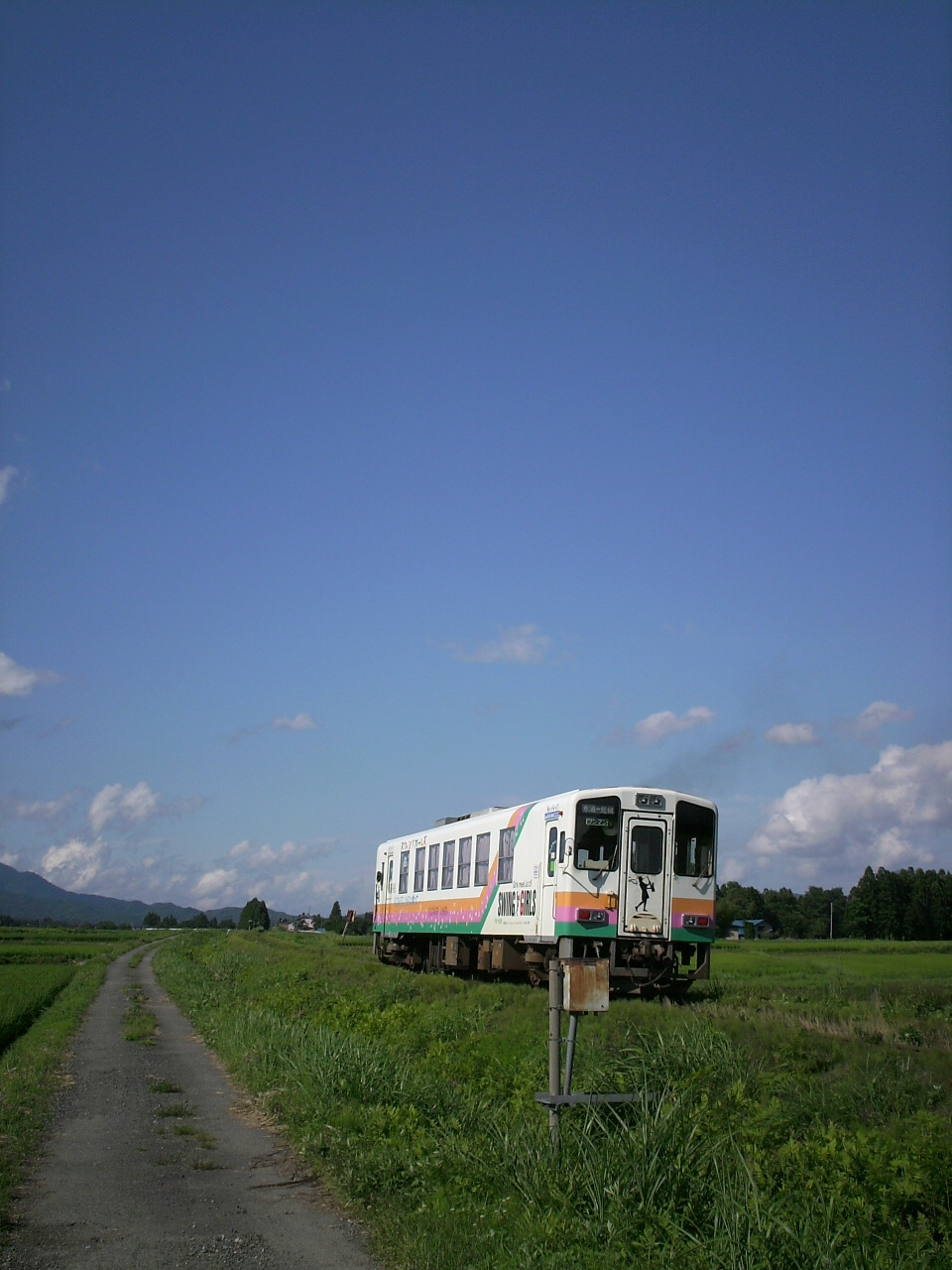
YR-880 「スウィングガールズ」塗装

2016年（平成28年）3月31日現在、1形式6両の気動車と、保線用モーターカー1両、計7両が在籍する。
- YR-880形 1988年（昭和63年）に6両[15]、1990年（平成2年）に2両が製造された[16]。2003年（平成15年）に1両、2015年（平成27年）に1両が廃車となった[17][18]。
- MCR4A形 新潟鐵工所製の除雪用モーターカー。ラッセルヘッドとロータリー式除雪装置を備える[19]。

## 建築物
長井市は、最上川舟運の港町であり、日本海から米沢に至る商業集散地として栄えた街である。工業も盛んであり、そのため長井市内には、数々の江戸、明治、大正、昭和前期の近代建築物や遺物が多く残っている。フラワー長井線の長井駅の駅舎も、昭和30年代に2代目に改築された旧国鉄長井駅舎であり、すぐそばには旧鉄道官舎も原型を残しながら現存している。また、終点の荒砥駅手前にかかる最上川鉄橋は、日本で最古の長大鉄橋である。この橋は元々、1887年にイギリスのメーカーによって製造され、東海道線の木曽川橋梁として使用されたものを移築したものである（揖斐川橋梁説もあるが、揖斐川橋梁は揖斐川橋として現存）。同じトラス橋が使用された左沢線の最上川橋りょうと共に、平成20年度選奨土木遺産に認定された。
また、2015年8月4日、開業当時からの駅舎が残る西大塚駅と羽前成田駅の駅本屋等が登録有形文化財に登録された。

## 上下分離方式の導入・初の黒字転換
運行しているフラワー長井線の乗客減により、山形県や沿線市町（長井市・南陽市・白鷹町・川西町）は年度ごとに計6000万円を補助して赤字を穴埋めするも、2016年度の業績予測では当期損益が1億円の赤字が見込まれた。そこで2017年10月4日に地域公共交通活性化再生法に基づく鉄道事業再構築実施計画を提出した。計画の期間は2016年12月下旬から2021年3月末までとし、計画には沿線2市2町が山形鉄道から鉄道用地を無償で取得して、山形鉄道に無償で提供することや、地域資源の活用ツアーや新グッズ開発が盛り込まれている。同年11月に国（国土交通省）から再構築実施計画が認定され、5年計画で経営再建することとなった。同年12月下旬には計画に基づき鉄道事業運営と施設・用地保有を切り離す「上下分離方式」を導入し、長井市をはじめとした沿線2市2町が施設整備費の1億1700万円を負担した。これにより、2017年3月28日の取締役会で2016年度決算が約1500万円の黒字に転換する見通しと報告された。黒字決算は20年ぶりである。事業者は計画中の5年間で前述のツアーやグッズの企画と鉄道施設維持・修繕経費として計8400万円を拠出して計6億円の予算で老朽設備の更新・修繕を実施する予定。最終的には2020年度までに680万円の純利益計上、輸送人員は2020年度に51万9600人（2015年度は59万7000人）を見込み、計画未実施に比べ1万7400人の増客を目標としている。
飲食店などが購入して配る企業連携型片道乗車券の導入など、利用促進の経済努力も行っている。

## その他
- 2004年に公開された映画『スウィングガールズ』のロケが、山形鉄道の沿線で行われ、列車内などが重要な舞台として登場したことから、一時期観光客が多く訪れた。また、この映画の公開を記念して、特別塗装の「スウィングガールズ」号が運行された。
- フラワー長井線イメージソングに影法師の『走れ！フラワー長井線』、山形鉄道応援ソングにStratosphere-ストラトスフィア-の『Flower』がタイアップになっている。
- 赤湯 - 荒砥間で貸切列車、イベント列車を運行している。単独の臨時列車としての運行が基本だが、通常の定期列車に増結して運行することもある。